# Marcin Brosz
Marcin Brosz (* 11. April 1973 in Knurów, ehem. Woiwodschaft Katowice, Volksrepublik Polen) ist ein ehemaliger polnischer Fußballspieler und heutiger Fußballtrainer mit der UEFA-Pro-Lizenz.

## Spieler
Brosz begann mit dem Fußballspielen in seiner Heimatstadt, dem schlesischen Knurów. Von dort wechselte er 1996 zu Szombierki Bytom, mit denen er 1997 aus der 2. Liga abstieg. Der Verein fusionierte anschließend mit dem Stadtkonkurrenten, sodass er in der Saison 1997/98 für Polonia Bytom auflief. 1998 wechselte er für fünf Jahre zu Gornik Zabrze in die erstklassige Ekstraklasa. Für die Rückrunde der Zweitliga-Saison 2000/01 wurde er an GKS Bełchatów verliehen. Nach der Spielzeit ging er für ein Jahr zum Zweitligisten MKS Myszków, mit dem er abermals abstieg. Anschließend spielte er drittklassig, wobei ihm mit Polonia Bytom 2005 die Rückkehr in die Zweitklassigkeit gelang.

## Trainer
Nach seiner aktiven Zeit verblieb er zunächst in Schlesien und wurde Trainer in Bytom, Żywiec und Bielsko-Biała. In Wodzisław Śląski trainierte er erstmals einen Ekstraklasa-Verein, verpasste mit Odra jedoch 2010 den Klassenerhalt.
Daraufhin wechselte Brosz nach einem Jahr zum ebenfalls abgestiegenen Piast Gliwice. Nach zwei Jahren gelang ihm mit Piast 2012 der Aufstieg in die Ekstraklasa. In der Winterpause 2012/13 absolviert er zusammen mit seinem Co-Trainer Dariusz Dudek ein zweiwöchiges Praktikum beim spanischen Erstligisten Real Madrid. 2013 erreichten sie die Qualifikationsränge für die Europa League. Im Mai 2014 wurde Brosz nach nur einem Sieg aus den zurückliegenden 14 Spielen bei Piast entlassen.
Mit einer einjährigen Zwischenstation bei Korona Kielce ging Brosz 2016 für fünf Jahre zum damaligen Zweitligisten Górnik Zabrze. Mit Górnik gelang ihm 2017 der Aufstieg in die Ekstraklasa und 2018 als Aufsteiger erneut die Qualifikation für die Europa League. Auf Grund dessen wurde er zum Ekstraklasa-Trainer der Saison 2017/18 gewählt.
Ab 2022 war er Trainer der U-19-Nationalmannschaft von Polen. Mit dieser nahm er 2023 an der Europameisterschaft auf Malta teil und schied nach der Gruppenphase aus. Nach dem Turnier endete seine Amtszeit als Nationaltrainer.
Im März 2024 wurde er Trainer von Bruk-Bet Termalica Nieciecza in der zweitklassigen 1. Liga, die er 2025 zum Aufstieg in die Ekstraklasa führte.

## Erfolge
- Aufstieg in die Ekstraklasa: 2012, 2017, 2025
- Qualifikation zur Europa League: 2013, 2018
- Ekstraklasa-Trainer der Saison: 2017/18